# Deutsche Meisterschaften in der Nordischen Kombination 2018

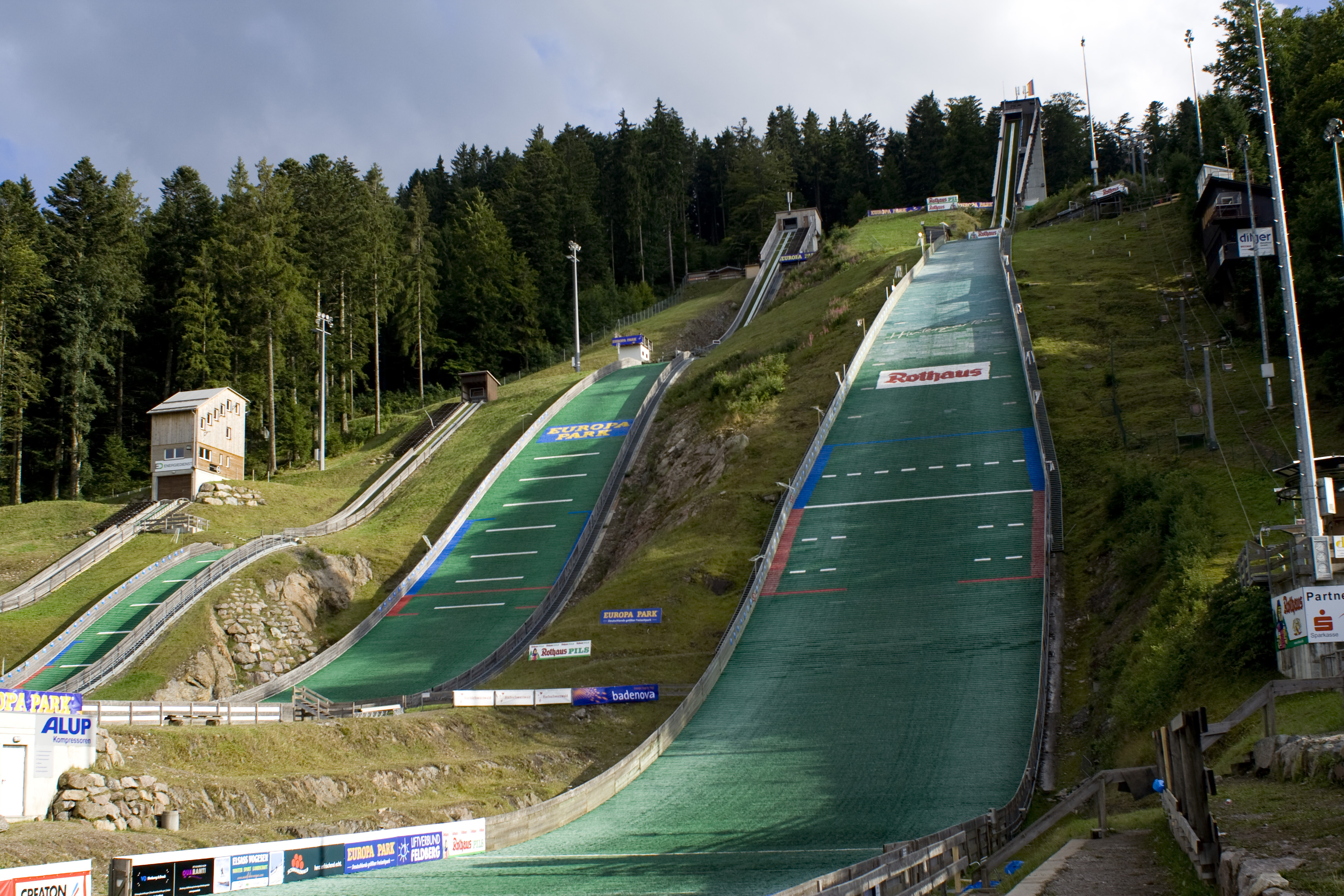
Adler-Skistadion Hinterzarten

Die deutschen Meisterschaften in der Nordischen Kombination 2018 fanden vom 12. bis 14. Oktober im baden-württembergischen Hinterzarten statt. Der Veranstalter war der Deutsche Skiverband, die Organisatoren der Skiclub Hinterzarten und SZ Breitnau. Die Sprungwettbewerbe wurden auf der mit Matten belegten Rothausschanze im Adler-Skistadion ausgetragen, die 10 km Laufstrecke befand sich hingegen in der Ortsmitte Breitnau. Es fand ein Einzelwettkampf von der Normalschanze nach der Gundersen-Methode sowie ein Teamsprint statt. Die Junioren hatten lediglich einen Einzelwettkampf.
Deutscher Meister wurde Fabian Rießle, der gemeinsam mit Manuel Faißt auch den Teamsprint für Baden-Württemberg gewinnen konnte. Bei den Junioren gewann Simon Hüttel vom WSV Weißenstadt den Meistertitel.

## Programm und Zeitplan
Zeitplan der Deutschen Meisterschaften:
| Datum            | Uhrzeit      | Ereignis                              | Ort                |
| ---------------- | ------------ | ------------------------------------- | ------------------ |
| Fr., 12. Oktober | Vormittags   | Freies Training Herren HS108          | Adler-Skistadion   |
| Fr., 12. Oktober | Nachmittags  | Freies Training Herren HS108          | Adler-Skistadion   |
| Fr., 12. Oktober | 18:00        | Mannschaftsführersitzung              | Feuerwehrhaus      |
| Sa., 13. Oktober | 11:00        | Offizielles Training Herren HS108     | Adler-Skistadion   |
| Sa., 13. Oktober | 12:00        | PCR-Sprung                            | Adler-Skistadion   |
| Sa., 13. Oktober | 13:00        | Gundersen Einzel Wettkampfsprung      | Adler-Skistadion   |
| Sa., 13. Oktober | 15:00        | Warm-Up auf der Skiroller-Laufstrecke | Ortsmitte Breitnau |
| Sa., 13. Oktober | 15:35        | Lauf Gundersen Einzel 10 km           | Ortsmitte Breitnau |
| Sa., 13. Oktober | anschließend | Siegerehrung                          | Ortsmitte Breitnau |
| So., 14. Oktober | 09:00        | Probedurchgang Team HS108             | Adler-Skistadion   |
| So., 14. Oktober | 10:00        | Wettkampfsprung Team                  | Adler-Skistadion   |
| So., 14. Oktober | 12:00        | Warm-Up auf der Skiroller-Laufstrecke | Ortsmitte Breitnau |
| So., 14. Oktober | 12:35        | Lauf Teamsprint 2 × 7,5 km            | Ortsmitte Breitnau |
| So., 14. Oktober | anschließend | Siegerehrung                          | Ortsmitte Breitnau |

## Teilnehmer
| 32 Teilnehmer aus fünf Bundesländern                           | 32 Teilnehmer aus fünf Bundesländern                       |
| -------------------------------------------------------------- | ---------------------------------------------------------- |
| - Sachsen (9) - Baden-Württemberg (8) – Gastgeber - Bayern (7) | - Thüringen (6) - Nordrhein-Westfalen (2) - Frankreich (1) |

## Ergebnisse

### Einzel

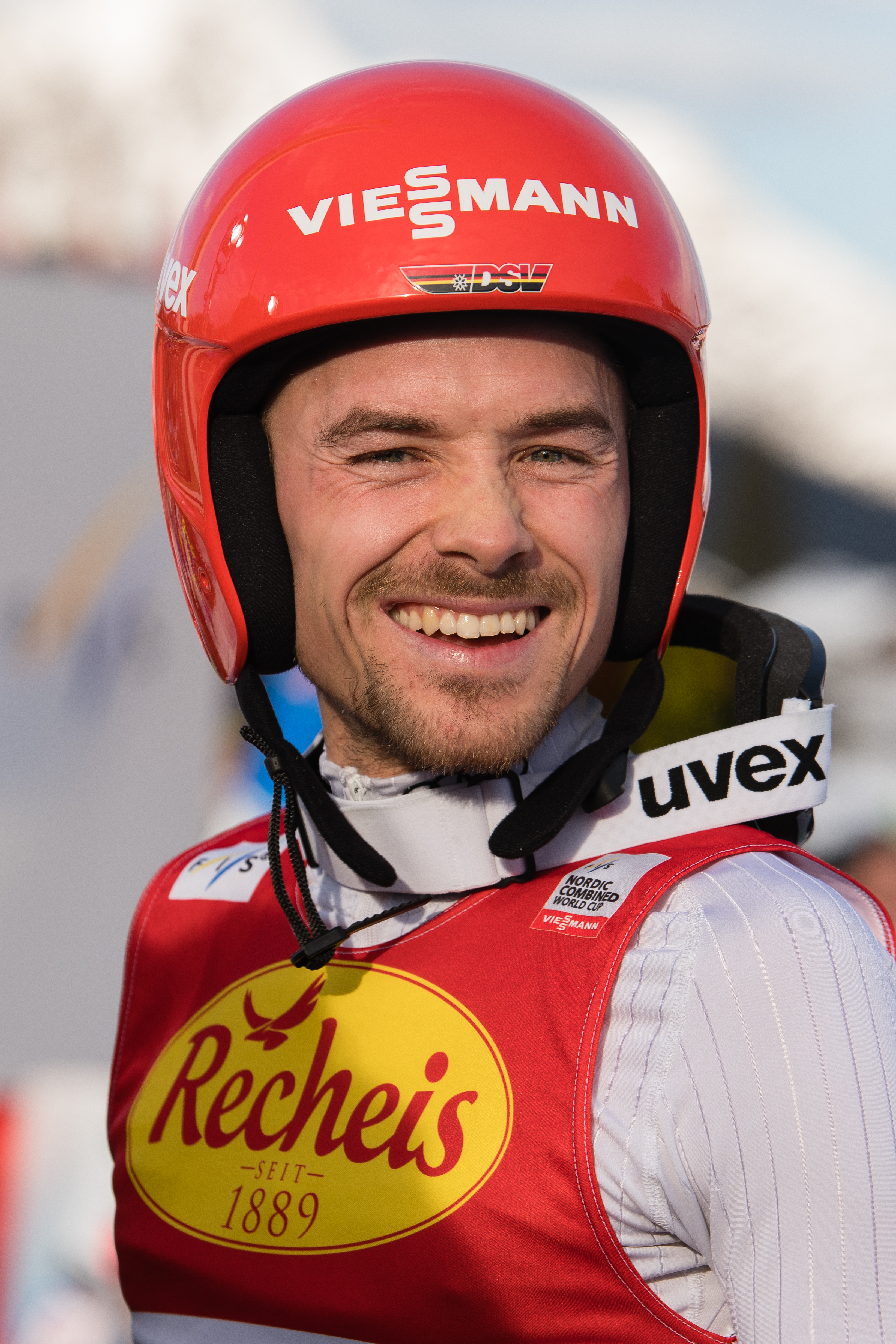
Deutscher Meister 2018 Fabian Rießle

Der Einzelwettbewerb fand am 13. Oktober 2018 in der Gundersen-Methode (HS 108/10 km) statt. Es waren 33 Athleten gemeldet, jedoch gingen drei nicht an den Start. Der Franzose Maxime Laheurte startete als Gast und wird nicht in der Ergebnisliste aufgeführt. Terence Weber konnte den besten Sprung des Tages zeigen, wohingegen Rießle die beste Laufzeit vorweisen konnte.
| Platz | Name                 | Verein               | Sprungpunkte | Laufzeit | Rückstand |
| ----- | -------------------- | -------------------- | ------------ | -------- | --------- |
| 01.   | Fabian Rießle        | SZ Breitnau/BwT      | 114,0        | 21:59,6  |           |
| 02.   | Eric Frenzel         | SSV Geyer/BwFb       | 117,9        | 22:12,4  | +0:00,8   |
| 03.   | Terence Weber        | SSV Geyer/BwFb       | 126,8        | 23:29,3  | +0:38,7   |
| 04.   | Manuel Faißt         | SV Baiersbronn/BwT   | 120,5        | 23:23,9  | +0:58,3   |
| 05.   | David Welde          | SC Sohland/BwFb      | 117,7        | 23:18,1  | +1:03,5   |
| 06.   | Justin Moczarski     | SK Winterberg/BwO    | 115,5        | 23:24,5  | +1:18,9   |
| 07.   | Simon Hüttel         | WSV Weißenstadt      | 115,8        | 23:29,8  | +1:23,2   |
| 08.   | Martin Hahn          | VSC Klingenthal/BPOL | 108,3        | 23:21,6  | +1:45,0   |
| 09.   | Adrian Gllaerva      | WSV Schmiedefeld     | 094,9        | 23:03,3  | +2:20,7   |
| 10.   | Julian Schmid        | SC Oberstdorf        | 112,3        | 24:13,4  | +2:20,8   |
| 11.   | Tim Kopp             | VSC Klingenthal/BPOL | 115,4        | 24:27,6  | +2:23,0   |
| 12.   | Lenard Kersting      | SK Winterberg/SkiWi  | 101,6        | 23:56,2  | +2:46,6   |
| 13.   | Vinzenz Geiger       | SC Oberstdorf/ZST    | 110,5        | 24:32,3  | +2:46,7   |
| 14.   | Jonas Maier          | SC Waldau/BwT        | 116,8        | 25:17,1  | +3:06,5   |
| 15.   | Maximilian Pfordte   | WSV Grüna/BPOL       | 107,3        | 24:46,8  | +3:14,2   |
| 16.   | Wendelin Thannheimer | SC Oberstdorf        | 104,3        | 25:15,3  | +3:54,7   |
| 17.   | Aaron Uhrmann        | WSV DJK Rastbüchl    | 097,2        | 24:48,1  | +3:55,5   |
| 18.   | Jakob Fischer        | SSV Geyer            | 093,7        | 24:57,3  | +4:18,7   |
| 19.   | Niklas Pfeuffer      | WSV Schmiedefeld     | 099,7        | 25:36,3  | +4:33,7   |
| 20.   | Jonas Welde          | SC Sohland           | 087,6        | 25:00,6  | +4:47,0   |

### Teamsprint
Der Teamsprint fand am 14. Oktober 2018 auf der Normalschanze und über 2 × 7,5 km statt. Es waren 34 Athleten in 17 Teams mit je zwei Kombinierern gemeldet, von denen allerdings zwei Teams nicht an den Start gingen. Schließlich kamen nur 14 Teams in die Wertung.
| Platz | Team                        | Name                              | Verein                          | Sprungpunkte | Laufzeit | Rückstand |
| ----- | --------------------------- | --------------------------------- | ------------------------------- | ------------ | -------- | --------- |
| 01.   | Baden-Württemberg (SBW) I   | Manuel Faißt Fabian Rießle        | SV Baiersbronn SZ Breitnau      | 264,6        | 33:15,9  |           |
| 02.   | Sachsen (SVSAC) I           | Terence Weber Eric Frenzel        | SSV Geyer                       | 267,2        | 33:25,5  | +0:04,6   |
| 03.   | Bayern (BSV) I              | Simon Hüttel Johannes Rydzek      | WSV Weißenstadt SC Oberstdorf   | 246,7        | 33:45,9  | +1:06,0   |
| 04.   | Bayern (BSV) II             | David Mach Julian Schmid          | TSV Buchenberg SC Oberstdorf    | 256,1        | 34:19,1  | +1:20,2   |
| 05.   | Sachsen (SVSAC) II          | David Welde Martin Hahn           | SC Sohland VSC Klingenthal      | 247,5        | 34:10,2  | +1:28,3   |
| 06.   | Nordrhein-Westfalen (WSV) I | Lenard Kersting Justin Moczarski  | SK Winterberg                   | 222,6        | 34:26,1  | +2:34,2   |
| 07.   | Sachsen (SVSAC) III         | Maximilian Pfordte Tim Kopp       | WSV Grüna VSC Klingenthal       | 237,2        | 35:03,6  | +2:42,7   |
| 08.   | Bayern (BSV) III            | Aaron Uhrmann Wendelin Tannheimer | WSV DJK Rastbüchl SC Oberstdorf | 225,7        | 34:47,6  | +2:49,7   |
| 09.   | Sachsen (SVSAC) IV          | Tom Lubitz Jonas Welde            | VSC Klingenthal SC Sohland      | 214,1        | 35:23,7  | +3:48,8   |
| 10.   | Thüringen (TSV) I           | Niklas Pfeuffner Adrian Gllareva  | WSV Schmiedefeld                | 186,9        | 35:13,5  | +4:33,6   |

### Junioren Einzel
Der Einzelwettbewerb der Junioren fand am 13. Oktober 2018 in der Gundersen-Methode statt. Es waren 21 Athleten gemeldet, von denen 18 in die Wertung kamen.
| Platz | Name                | Verein            | Sprungpunkte | Laufzeit | Rückstand |
| ----- | ------------------- | ----------------- | ------------ | -------- | --------- |
| 01.   | Simon Hüttel        | WSV Weißenstadt   | 115,8        | 23:29,8  |           |
| 02.   | Adrian Gllaerva     | WSV Schmiedefeld  | 094,9        | 23:03,3  | +0:57,5   |
| 03.   | Julian Schmid       | SC Oberstdorf     | 112,3        | 24:13,4  | +0:57,6   |
| 04.   | Tim Kopp            | VSC Klingenthal   | 115,4        | 24:27,6  | +0:59,8   |
| 05.   | Lenard Kersting     | SK Winterberg     | 101,6        | 23:56,2  | +1:23,4   |
| 06.   | Jonas Maier         | SC Waldau         | 116,8        | 25:17,1  | +1:43,3   |
| 07.   | Wendelin Tannheimer | SC Oberstdorf     | 104,3        | 25:15,3  | +2:31,5   |
| 08.   | Aaron Uhrmann       | WSV-DJK Rastbüchl | 097,2        | 24:48,1  | +2:32,3   |
| 09.   | Jakob Fischer       | SSV Geyer         | 093,7        | 24:57,3  | +2:55,5   |
| 10.   | Niklas Pfeuffer     | WSV Schmiedefeld  | 099,7        | 25:36,3  | +3:10,5   |